# Conirostrum cinereum
Conirostrum cinereum е вид птица от семейство Тангарови (Thraupidae).

## Разпространение
Видът е разпространен в Боливия, Еквадор, Колумбия, Перу и Чили.